# Аббадія-Черрето
Аббадія-Черрето (італ. Abbadia Cerreto, п'єм. Abbadia Cerreto) — муніципалітет в Італії, у регіоні Ломбардія, провінція Лоді.
Аббадія-Черрето розташована на відстані близько 450 км на північний захід від Рима, 36 км на південний схід від Мілана, 7 км на схід від Лоді.
Населення — 297 осіб (2014).

## Демографія
Населення за роками:

Станом на 1 січня 2023 року в муніципалітеті офіційно проживало 18 іноземців з 3 країн, серед них 7 громадян країн Євросоюзу.

## Сусідні муніципалітети
- Баньйоло-Кремаско
- Казалетто-Чередано
- Кавенаго-д'Адда
- К'єве
- Корте-Палазіо
- Кресп'ятіка